# Sapromyza gozmanyi
Sapromyza gozmanyi är en tvåvingeart som beskrevs av Papp 1981. Sapromyza gozmanyi ingår i släktet Sapromyza och familjen lövflugor. Inga underarter finns listade i Catalogue of Life.